# Skarkos
Die Siedlung von Skarkos (griechisch Σκάρκος (m. sg.)) liegt auf einem Hügel in Kambos, dem fruchtbarsten Gebiet der griechischen Kykladeninsel Ios etwa einen Kilometer nordöstlich des Hafens.

## Ausgrabungen
Von 1986 bis 1995 wurde unter der archäologischen Leitung von Marisa Marthari eine bronzezeitliche Siedlung aus der Zeit von etwa 2700 bis 2400/2300 v. Chr. ausgegraben. Die Siedlung erstreckt sich über 1,1 Hektar und ist bis heute die größte und am besten erhaltene Siedlung der frühkykladischen Keros-Syros-Kultur, die von 200 bis 300 Menschen bewohnt war. Erstmals wurden geschlossene Hauskomplexe freigelegt, was die Vermutung nahelegt, dass die Siedlung infolge einer Katastrophe – wahrscheinlich eines Erdbebens – aufgegeben wurde.

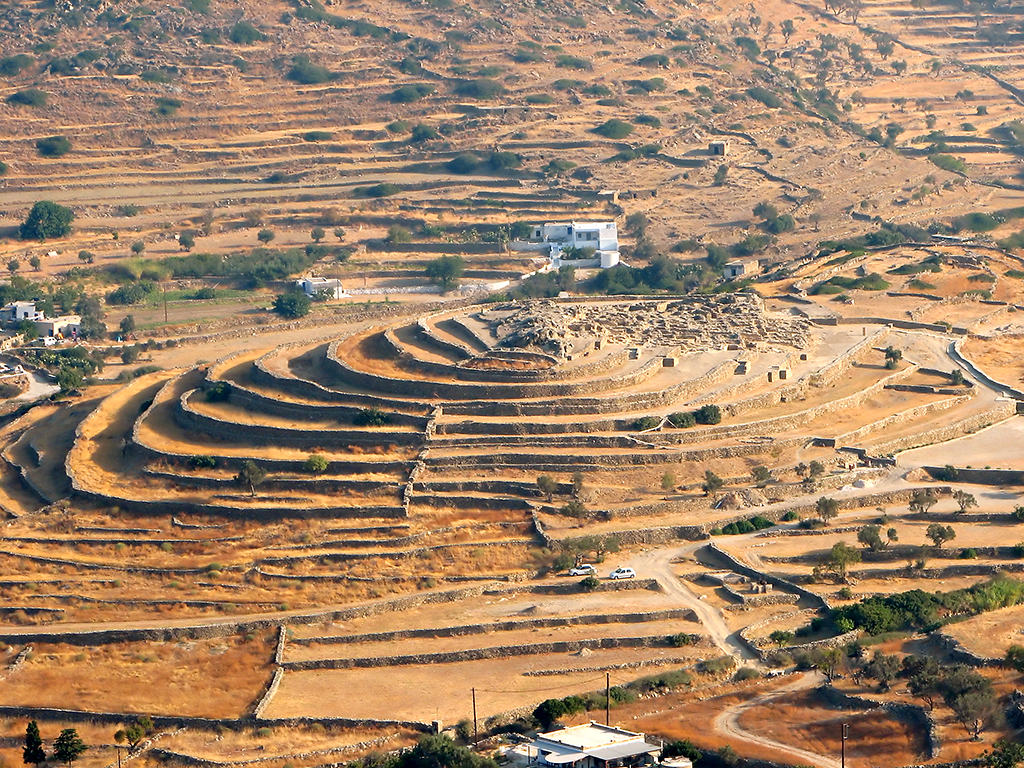
Der Hügel von Skarkos

Skarkos ist auf Terrassen, die dem natürlichen Relief der Hügel folgen, errichtet. Die rechteckigen, aus Stein errichteten Wohngebäude bestehen aus einem Erdgeschoss, einem Obergeschoss und einem geschlossenen Hof. Sie sind bis in eine Höhe von 3 bis 4 m erhalten. Das Planungssystem von Skarkos ist mit dem von Poliochni auf Limnos vom Anfang des 3. Jahrtausends v. Chr. vergleichbar. Straßen von 1 bis 2 m Breite und öffentliche Plätze waren angelegt. Die Funktionen der Häuser sowie die wirtschaftliche Situation der Gesellschaft konnten aufgrund der Architektur und der zahlreichen Kleinfunde wie Keramik, Werkzeuge, Tierknochen nachgezeichnet werden. Die Funde von Mühlsteinen, Feuerstellen, Tierknochen von Schafen und Ziegen sowie Schnecken erklären, dass Tätigkeiten, die im Zusammenhang mit der Essenszubereitung standen, im Erdgeschoss der Häuser und in den Höfen verrichtet wurden.
Die Wohn- und Lagerräume für Keramik und Waren befanden sich im Obergeschoss. Zahlreiche Pithoi von 1 bis 1,30 m Höhe waren für die Lagerung von Getreide bestimmt und weisen zusätzlich auf die intensive landwirtschaftliche Nutzung der Umgebung hin. Neben der Landwirtschaft wurden Viehzucht, Fischfang und Handel mit Obsidian und Metallen betrieben. Anhäufungen von Obsidianabschlägen wurden in einem Raum im Obergeschoss nachgewiesen und dieser daher als Werkstatt interpretiert. So genannte Töpfermarken weisen auf das spezialisierte Handwerk und den Tauschhandel hin.
Steinwerkzeuge für die Herstellung von Marmorgefäßen, Figuren und Knochenschnitzereien sowie die Metallverarbeitung sind in der Siedlung ebenfalls nachweisbar. Die Verwendung von Mörsern zum Pulverisieren von blauen (Azurit) und roten Pigmenten für die Kosmetik und zur Dekoration von Marmorstatuen ist bemerkenswert. Das blaue Pigment wurde in Knochenröhrchen gefunden. Tonsiegel weisen auf die Kontrolle der landwirtschaftlichen Produktion und die Organisation der Warenverteilung hin. Der Besitz solcher Tonsiegel zeigt den wirtschaftlichen Wohlstand und die soziale Differenzierung in der Gemeinde an.

## Auszeichnung
Die Ausgrabung der archäologischen Stätte von Skarkos wurden mit dem Europäischen Preis für das Kulturerbe (European Union Prize for Cultural Heritage / Europa Nostra Awards) aufgrund 

„der herausragenden Qualität der Konservierungsarbeiten, insbesondere wegen der minimalen und äußerst vorsichtigen Eingriffe, die die einzigartige Landschaft nicht beeinträchtigen,“

 ausgezeichnet.